# Alko
Alko (Oy Alko Ab) ist eine Aktiengesellschaft nach finnischem Recht in staatlichem Eigentum, die in Finnland über eine Exklusivlizenz zum Einzelhandelsverkauf von Getränken mit einem Alkoholgehalt von mehr als 5,5 Volumenprozent verfügt.

## Unternehmensgeschichte

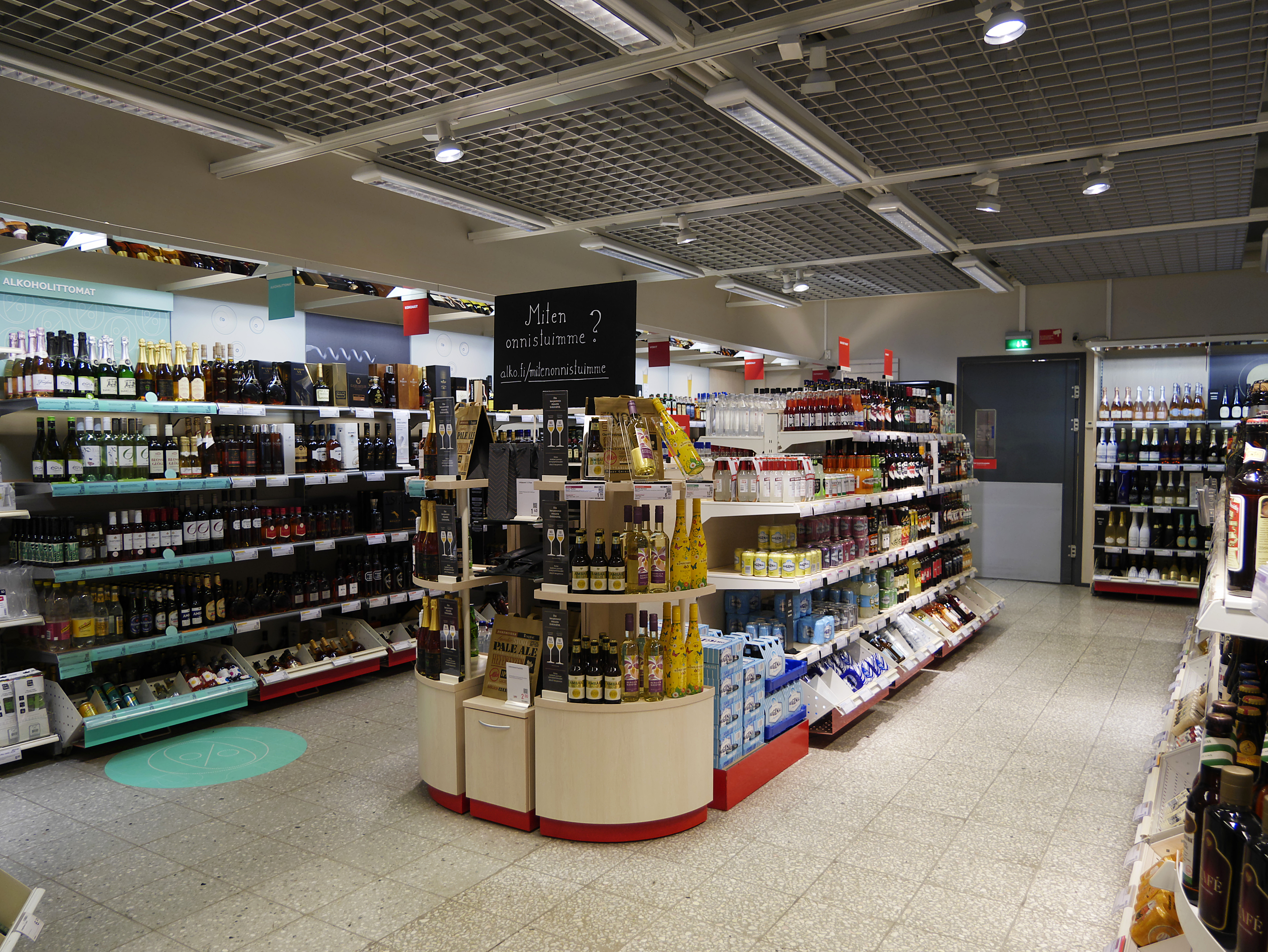
Innenraum einer Alko-Filiale in Lappajärvi

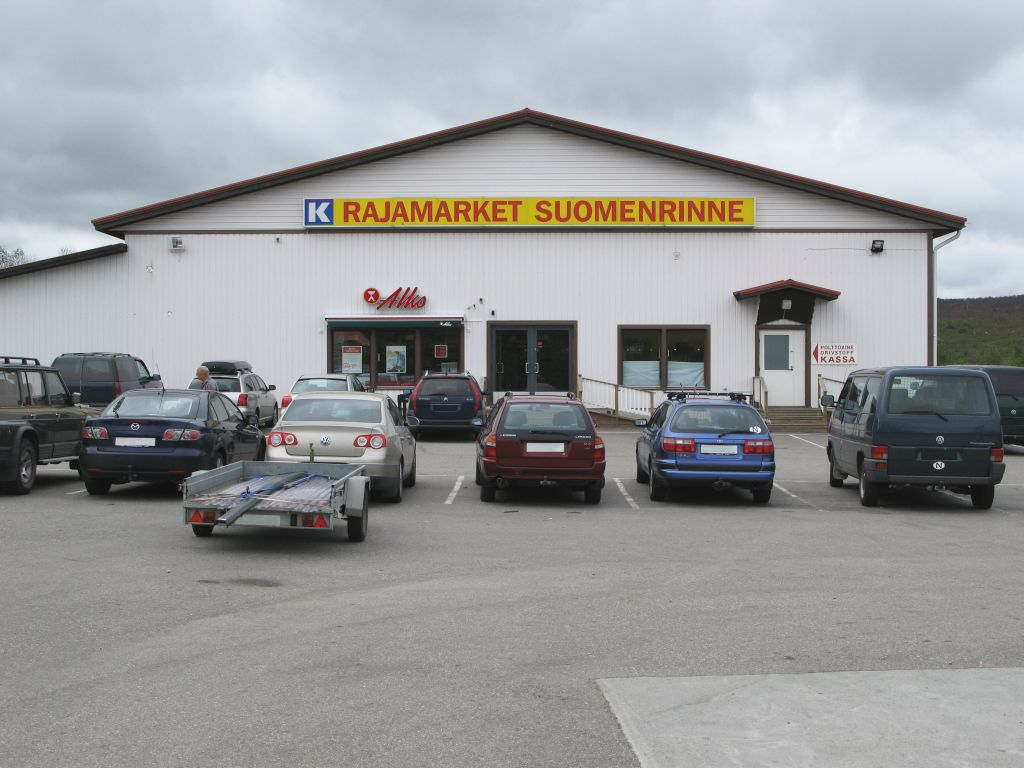
Nördlichste Alko-Filiale in Nuorgam

In den Jahren 1919 bis 1932 herrschte in Finnland ein totales Alkoholverbot (kieltolaki), welches jedoch durch privates Schnapsbrennen unterlaufen wurde. Die erste Alko-Filiale (damals: Oy Alkoholiliike Ab) wurde daraufhin auch wegen eines Referendums im Dezember 1931 am 5. April 1932 um 10 Uhr in Helsinki eröffnet. Damals mussten Kunden noch nach Produkten fragen und wissen, was sie kaufen wollten, da die Flaschen nicht mit dem Etikett zum Kunden in den Regalen hinter dem Verkäufer präsentiert wurden.
Alko stellte für den Winterkrieg in den Jahren 1939–1940 insgesamt 450.000 Molotowcocktails her, die gegen sowjetische Panzer eingesetzt wurden.
Im Jahre 1995, als Finnland der Europäischen Union beitrat, verpflichtete sich Finnland, Monopolstellungen im Bereich Produktion und Import aufzulösen. Daraufhin wurde die Gesellschaft in drei Bereiche aufgeteilt: Alko (Vertrieb), Primalco (Produktion) und Havistra (Großeinkauf), welche alle der Altia-Gruppe angehören. Im Jahre 1998 löste sich Alko vollständig von Altia und besteht seither als selbstständige juristische Person, obgleich Alko der Hauptkunde von Altia bleibt.
Finnen dürfen seit dem 1. Januar 2004 aus anderen EU-Ländern 110 Liter Bier, 90 Liter Wein, 10 Liter Spirituosen und 20 Liter andere alkoholische Getränke ohne Steuern einführen. Zuvor waren nur ein Liter Spirituosen und fünf Liter Wein erlaubt. Da sich der Alkoholimport aus Schweden und Norwegen wegen der dort infolge ähnlicher Staatsmonopole herrschenden hohen Preise kaum lohnt, wird der meiste Alkohol aus Tallinn (Estland) eingeführt, da die estnische und finnische Sprache relativ ähnlich sind und es verschiedene Fähren gibt, die die Strecke Helsinki–Tallinn in 90 Minuten bewältigen.
Im Jahr 2017 betrieb Alko 353 Geschäfte und 61 Bestellpunkte. Einen Bestellpunkt findet man oft in kleinen Supermärkten oder Läden auf dem Land, in denen man aus dem Alko-Sortiment Produkte bestellen und am nächsten Tag abholen kann.
Wegen eines Werbeverbotes für hochprozentige Getränke macht Alko auch auf die negativen Wirkungen des Alkohols in seiner Werbung aufmerksam.
In vielen nordischen Ländern existieren vergleichbare Alkoholmonopole, so in Schweden das Systembolaget, in Norwegen das Vinmonopolet, in Island das Vínbúð und auf den Färöern die Rúsdrekkasøla Landsins. In Dänemark ist Alkohol dagegen frei verkäuflich, wenn auch trotzdem wesentlich teurer als in Deutschland und Österreich.